# Dárfúri konfliktus

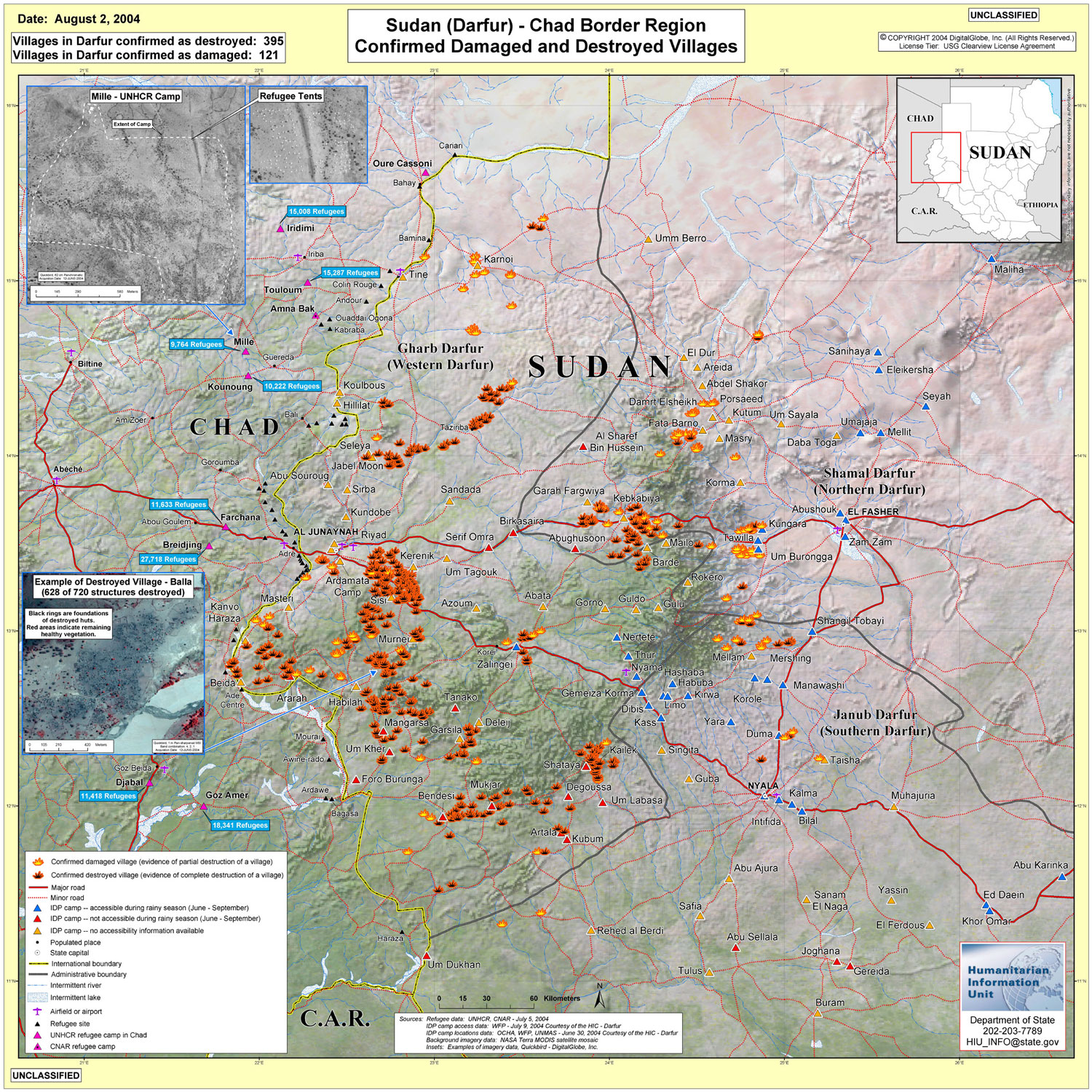
Elpusztított faluk pirossal, a kép a 2004 augusztusi helyzetet ábrázolja (Forrás: DigitalGlobe, USAID)

A dárfúri konfliktus fegyveres konfliktus Szudán nyugati részén, amelynek egyes összecsapásai Csád keleti részét is érintik. Maga a válság előzményei az 1990-es évek elejére vezethetőek vissza, de jelenleg 2003-at tekintik a konfliktus kirobbanási időpontjának. Az ENSZ hivatalos adatai szerint körülbelül 400 000 halottja van a fegyveres összecsapásoknak.
A fegyveres konfliktus az elmúlt években egyre inkább a szudáni fegyveres erők és a támogatásukat élvező félkatonai csoportok (lásd dzsandzsavíd milíciák), valamint több függetlenségre törekvő kormányellenes és törzsi csoport közötti szinte átláthatatlan összecsapásainak sorozatává vált.
A konfliktus kialakulási gyökereinek egyike az arab és nem-arab, illetve a letelepedett és a félnomád lakosság között fellépő etnikai ellentétek. Ezek oka többek között a területet sújtó ivóvízhiány és az ebből fakadó mezőgazdasági, élelmezési problémák. Az International Crisis Group szerint részben a háború, részben a katasztrófák miatt – járványok, ivóvízhiány, éhezés – egymillió ember vált hajléktalanná, 2008-ra ez a szám kétmillióra tehető.
2004-ben az Afrikai Unió egy 2000 fős békefenntartó kontingenst rendelt a térségbe.
A konfliktus 2005-ben átterjedt Csádra is, majd 2007-re az Közép-afrikai Köztársaság is belekeveredett a krízishelyzetbe. 2006 augusztusában az itt tartózkodó segélyszervezetek munkája ellehetetlenült, az Oxfam kénytelen volt kivonulni Darfur legnagyobb menekülttáborából, ahol 130 ezer ember kapott segítséget. A segélyszervezeteknek a járműveit, műszaki felszereléseit ellopták, önkéntes munkásokat öltek meg. Mindennek tetejében a szudáni kormány nem működött együtt az ENSZ-szel, a dzsandzsavíd milícia köreiben pedig egyre kegyetlenebb népirtó módszereket alkalmaztak: a beszámolók nők tömeges és nyilvános megerőszakolásáról, újságírók elrablásáról, falvak sorozatos felégetéséről, férfiak legyilkolásáról, a lakosság elűzéséről, kiéheztetéséről, az ivóvízellátás megakadályozásáról tudósítottak.
2007. február 27-én a hágai Nemzetközi Büntetőbíróság (International Criminal Court, ICC) elfogatóparancsot kért a két elsőrendű vádlott ellen a Nyugat-dárfúri incidensek miatt. Ahmed Harun, a szudáni kormány volt belügyminisztere és Ali Muhammad Ali Abdel-Rahman, az iszlamista dzsandzsavíd milícia volt parancsnoka nem került kiadatásra, a szudáni kormány az ICC hatáskörét nem ismerte és nem ismeri el. Az ENSZ egyik szerve július végén nyilvánosságra hozta, hogy a szudáni félkatonai csapatokat eritreai fegyvergyártók látják el fegyverekkel az eritreai kormány tudtával. Július 31-én az ENSZ BT 1769-es határozata alapján megalakult egy Afrikai Unió–ENSZ–Európai Unió közös békefenntartó küldetés (African Union–United Nations Mission in Darfur, UNAMID), melynek célja a krízishelyzet stabilizálása és a válság kezelése, ez azonban idáig kevés sikert hozott. A kivezényelt katonai alakulatok technikai felszereltsége és utánpótlása mennyiségileg és minőségileg sem megfelelő, létszámuk szintén kevés, így sem csapaterősítő, sem csapattámogató műveleteket nem képesek végezni a felderítő járőrözésen és a megszabott ellenőrzéseken kívül. A tagoltabb domborzattal rendelkező Csád és Szudán határán viszont gyakoribbá váltak a fegyveres összecsapások a csádi hadsereggel 2007 őszére. A szudáni kormány, hogy aláássa a békefenntartó műveletek eredményességét, a polgári célokat támadó, orosz gyártmányú katonai repülőgépeit rendre fehérre festi az ENSZ gépeihez hasonlóan.
A 2008-as év első hónapjában több tűzpárbaj alakult ki a szudáni és az UNAMID katonák között. A februártól kihelyezett EUFOR-erők egyik ír kontingensére június közepén figyelmeztető lövéseket adtak le a csádi felkelők Góz-Beida település közelében.
2011-ben Szudántól a déli országrész kivált (Dél-Szudánból származott az ország kőolaj kitermelésének jelentős része), és sokan attól tartanak, hogy Darfúr is ki fogja mondani a függetlenségét Szudántól. Abyei tartomány, amely a három országrész ütközőpontjában fekszik, Dél-Szudán és Szudán között ingadozik, mert némely csoportok e két ország egyikéhez akarnak tartozni, mások viszont szintén a függetlenséget választanák. Jelentős kőolajkészlete miatt nem kétséges, hogy Dél-Szudán és a jövőben esetleg függetlenné váló Darfúr Szudánnal fog marakodni az Abyei feletti uralomért.